# Steine der Erinnerung in Liesing

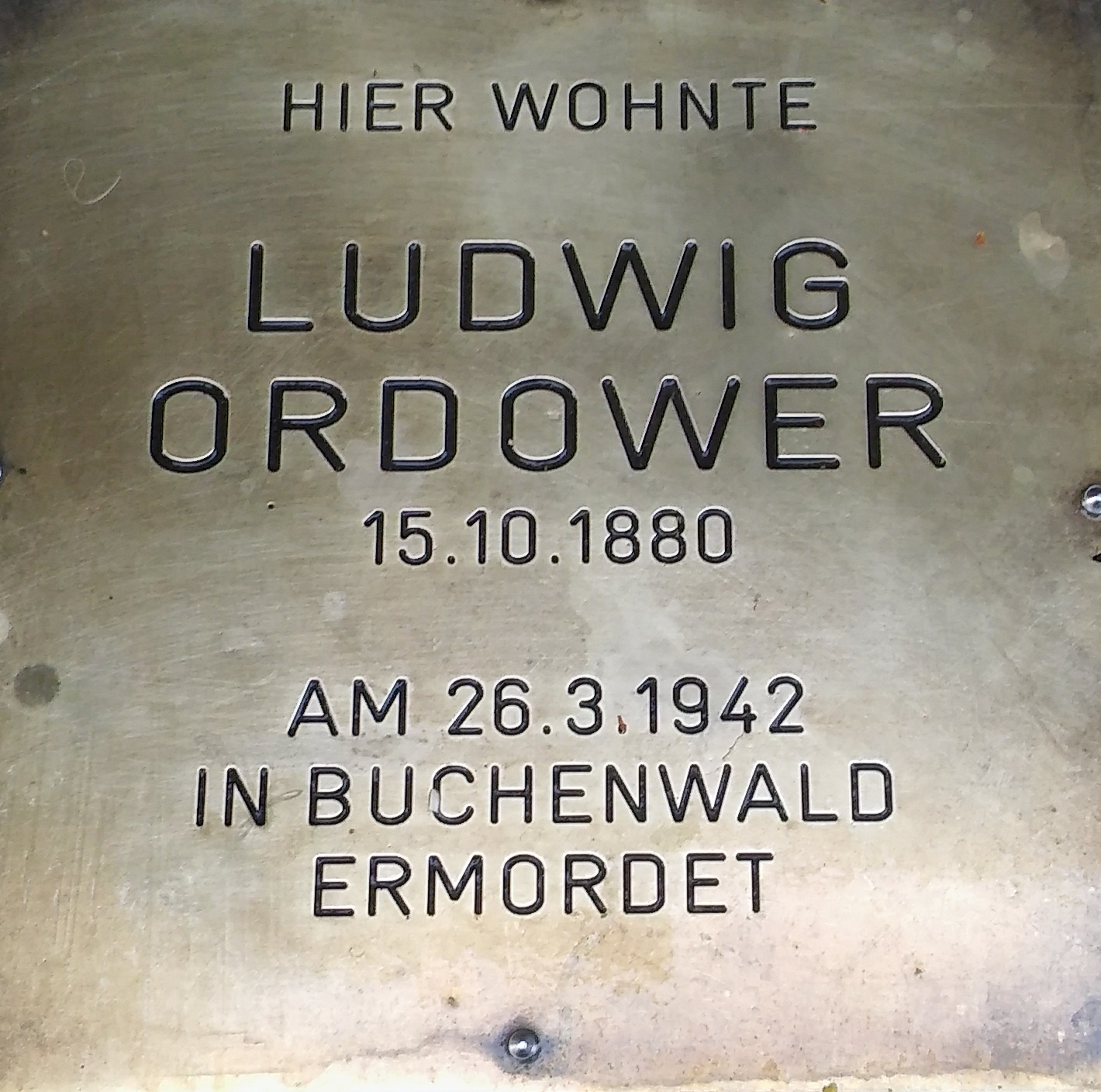
Einer der Steine der Erinnerung in Liesing

Die Steine der Erinnerung in Liesing, gegründet 2013, ist das fünfte Gedenksteinprojekt für die Opfer des NS-Regimes in Wien. Es konzentriert seine Arbeit auf den 23. Wiener Gemeindebezirk, Wien-Liesing.
Obfrau war Waltraut Kovacic († 2024).

## Kontext
Nachdem die Bemühungen, Gunter Demnig, den Initiator der Stolpersteine, für ein Wiener Projekt zu gewinnen gescheitert waren, etablierten sich in fünf Wiener Gemeindebezirken eigenständige Initiativen zur Verlegung von Steinen der Erinnerung bzw. Steinen des Gedenkens. Der Begriff Stolpersteine wird bislang in Wien unisono abgelehnt. Demnig sieht die Steine der Erinnerung einerseits als Plagiat, andererseits als Verfälschung der Ursprungsidee, da die Wiener Gedenksteine maschinell, und nicht per Hand gefertigt werden.

## Vereinsziele
Der Verein Steine der Erinnerung in Liesing für die Opfer des Holocaust und des nationalsozialistischen Terrors wurde im September 2013 gemeinsam mit der Lokalen Agenda 21 Plus in Liesing gegründet. Vereinsziel ist das Gedenken der Opfer des Holocaust und des nationalsozialistischen Terrors. Die Erinnerung soll an jenen Orten in Liesing sichtbar werden, an denen die Menschen gelebt haben, die von den Nationalsozialisten vertrieben, deportiert oder ermordet wurden. Die Steine der Erinnerung sollen vor den Häusern, aus denen diese Menschen vertrieben wurden, verlegt werden. Die Verankerung des Projektes in der Bevölkerung durch Patenschaften, Spenden und aktive Teilnahme ist für den Verein von zentraler Bedeutung. „Wir schreiben auf diese Weise Geschichte von unten.“
Die Erinnerungssteine zählen zu den dezentralen Gedenkstätten für die Opfer des Nationalsozialismus in Wien-Liesing.